# Ittenheim
Ittenheim je občina v departmaju Bas-Rhin francoske regije Alzacija.
Leta 1990 je v občini živelo 1.594 oseb oz. 238 oseb/km².